# Такатані Даїті
Даїті Такатані (яп. 高谷大地; нар. 22 листопада 1994, префектура Кіото) — японський борець вільного стилю, срібний та бронзовий призер чемпіонатів Азії, дворазовий срібний призер Азійських ігор, бронзовий призер Кубку світу, срібний призер Олімпійських ігор.

## Життєпис
Боротьбою почав займатися з 2001 року. У 2011 році став бронзовим призером чемпіонату світу серед кадетів. У 2014 році здобув бронзову медаль чемпіонату світу серед юніорів.
Виступає за борцівський клуб Університету Такушоку, Токіо. Тренер — Сігеті Нісігуті (з 2013).

### Родина
Його старший брат Сосуке Такатані — борець вільного стилю, член національної збірної Японії, срібний призер чемпіонату світу, бронзовий призер Кубку світу, учасник трьох Олімпійських ігор.

## Спортивні результати на міжнародних змаганнях

### Виступи на Олімпіадах
| Змагання                    | Збірна | Вагова категорія          | Місце  |
| --------------------------- | ------ | ------------------------- | ------ |
| Літні Олімпійські ігри 2024 | Японія | вільна боротьба, до 74 кг | Срібло |

### Виступи на Чемпіонатах світу
| Змагання                        | Збірна | Вагова категорія          | Місце  |
| ------------------------------- | ------ | ------------------------- | ------ |
| Чемпіонат світу з боротьби 2014 | Японія | вільна боротьба, до 65 кг | 7      |
| Чемпіонат світу з боротьби 2022 | Японія | вільна боротьба, до 74 кг | 10     |
| Чемпіонат світу з боротьби 2023 | Японія | вільна боротьба, до 74 кг | Бронза |

### Виступи на Чемпіонатах Азії
| Змагання                       | Збірна | Вагова категорія          | Місце  |
| ------------------------------ | ------ | ------------------------- | ------ |
| Чемпіонат Азії з боротьби 2018 | Японія | вільна боротьба, до 65 кг | Срібло |
| Чемпіонат Азії з боротьби 2020 | Японія | вільна боротьба, до 74 кг | Бронза |
| Чемпіонат Азії з боротьби 2022 | Японія | вільна боротьба, до 74 кг | Бронза |

### Виступи на Азійських іграх
| Змагання                        | Збірна | Вагова категорія          | Місце  |
| ------------------------------- | ------ | ------------------------- | ------ |
| Азійські ігри в приміщенні 2017 | Японія | вільна боротьба, до 65 кг | Срібло |
| Азійські ігри 2018              | Японія | вільна боротьба, до 65 кг | Срібло |

### Виступи на Кубках світу
| Змагання                    | Збірна | Вагова категорія          | Місце  |
| --------------------------- | ------ | ------------------------- | ------ |
| Кубок світу з боротьби 2014 | Японія | вільна боротьба, до 65 кг | 8      |
| Кубок світу з боротьби 2018 | Японія | команда                   | Бронза |
| Кубок світу з боротьби 2019 | Японія | команда                   | 4      |

### Виступи на інших змаганнях
| Змагання                                                 | Збірна | Вагова категорія          | Місце  |
| -------------------------------------------------------- | ------ | ------------------------- | ------ |
| Кубок Тахті 2014                                         | Японія | вільна боротьба, до 65 кг | 5      |
| Турнір Яшара Догу 2014                                   | Японія | вільна боротьба, до 65 кг | 7      |
| Турнір Дмитра Коркіна 2016                               | Японія | вільна боротьба, до 65 кг | Золото |
| Чемпіонат Японії з вільної боротьби 2018                 | Японія | вільна боротьба, до 65 кг | Срібло |
| Чемпіонат Японії з вільної боротьби 2019                 | Японія | вільна боротьба, до 74 кг | Срібло |
| Чемпіонат Японії з вільної боротьби 2020                 | Японія | вільна боротьба, до 74 кг | Срібло |
| Всеяпонський відкритий чемпіонат з вільної боротьби 2021 | Японія | вільна боротьба, до 74 кг | Бронза |

### Виступи на змаганнях молодших вікових груп
| Змагання                                      | Збірна | Вагова категорія          | Місце  |
| --------------------------------------------- | ------ | ------------------------- | ------ |
| Чемпіонат світу з боротьби серед кадетів 2011 | Японія | вільна боротьба, до 54 кг | Бронза |
| Чемпіонат світу з боротьби серед юніорів 2014 | Японія | вільна боротьба, до 66 кг | Бронза |